# Saber (Fate/stay night)
Saber (セイバー Seibā?) es un personaje de ficción de la novela visual y serie anime Fate/stay night de TYPE-MOON, es una ágil y poderosa guerrera. Mide 1,54 m y pesa 42 kg (92 lb). Ella es convocada por un adolescente llamado Shirou Emiya para participar en una guerra entre amos y sirvientes que luchan por lograr sus sueños utilizando el mítico Santo Grial. La relación de Saber con los otros personajes de la historia depende de las decisiones del jugador; ella se convierte en el interés amoroso de Shirou en la primera ruta de la novela y también sirve como protagonista sirviente de esa ruta, un personaje secundario en la segunda y un villano llamado "Saber Alter" (セイバー・オルタ, Seibā Oruta) en la tercera ruta.
Saber es leal, independiente y reservada. Parece ser fría, pero en realidad reprime sus sentimientos para centrarse en sus metas. Su clase de guerrero es considerada la que más despunta, con puntuaciones excelentes en todas las categorías. Debido a que su máster no puede proveerla de una manera correcta de mana, minimiza su actividad para preservar el que posee. A Saber le confunden las tendencias sobreprotectoras de Shirō; además cree que su comportamiento irresponsable pone en peligro sus oportunidades de ganar la guerra del Santo Grial.

## Noble Phantasm (Hougu)
- Aire invisible Barrera de viento del rey

Rango: C 

Tipo: Anti Unidad.
Una magia más que un Hougu (alguno lo llaman: Noble Phantasm) que comprime y hace girar el aire en torno a la espada de Saber. La circulación del aire distorsiona la refracción de la luz, provocando una ilusión de eterealidad. Esto hace difícil a sus oponentes bloquear los ataques de Saber, ya que les es imposible apreciar la longitud o el ancho de su espada. Además el aire a presión puede ser liberado en forma de una intensa ventisca. A pesar de ser bastante útil en batalla, su propósito principal es preservar la identidad de Saber, ya que su Hougu es muy conocido y fácilmente reconocible.
- Excalibur: Espada de la victoria prometida

Rango: A++ 

Tipo: Anti Fortaleza.
Una espada celestial, construida por el mundo a partir de los deseos de la humanidad y alimentada con la conversión de maná en energía fotoeléctrica. El área de acción parece llenarse de materia en incandescencia, aunque la mayor parte de la luz se concentra en el vértice de la descarga inicial. La entropía aumenta debido a la aceleración y convergencia del momento en el vértice pero deja calidez en la cola. El área de impacto es suficientemente extensa como para incinerar a una compañía militar. Este Hougu recibe su nombre de la legendaria espada del Rey Arturo, otorgada al rey por la Dama del lago.
- Avalon: Una utopía distante

Rango: EX 

Tipo: Defensa.
La vaina de Excalibur, originalmente robada al rey Arturo antes de la Batalla de Camlann. La simple posesión de este Hougu otorga a su poseedor inmortalidad limitada mediante la aceleración de la regeneración del cuerpo, además de prevenir el envejecimiento. Cuando se usa como Hougu, Avalon se convierte en una nube de partículas alrededor de su invocador, sumergiéndole en la tranquilidad, lo que podría llamarse una fortaleza móvil. En este estado la persona está protegida de cualquier intento de destrucción proveniente del reino físico, de mundos paralelos y otros planos dimensionales. Avalon supera incluso a la brujería más avanzada, comparable solo con magia verdadera. El nombre Ávalon alude al nombre de una isla legendaria del Folklore Inglés, conocida por ser el lugar donde reposa el cuerpo del rey Arturo.

## Verdadera identidad
Su nombre completo es Arturia Pendragon, inspirada en la leyenda del Rey Arturo. Arturia es la hija del rey británico Uther Pendragon e Igraine, antigua duquesa de Cornualles. En su nacimiento, Uther se da cuenta de que sus súbditos nunca aceptarían a una mujer como una rey legítimo, por lo que decide no anunciar públicamente ni el sexo ni el nacimiento de su hija. Arturia es confiada por Merlín a un caballero leal, Sir Ector, que la cría como a una hija. Cuando Arturia cumple los quince años el rey Uther muere. Ya que no hay ningún rey heredero, Bretaña entra en un periodo de oscuridad seguido de la amenaza creciente de una invasión sajona. Merlín pronto decide explicarle que los británicos la reconocerán como su reina si es capaz de sacar a Caliburn de la piedra en la que se encuentra insertada. Sin embargo, sacar esta espada simboliza aceptar la monarquía y la responsabilidad de preservar el bienestar de su gente. Sin dudarlo y a pesar de su sexo, saca a Caliburn y recibe el peso del liderazgo de los británicos.
Arturia gobierna Bretaña desde su fortaleza en Camelot, desde la que se gana su reputación de rey distante pero justo. Guiada por Merlín y con la ayuda de los Caballeros de la mesa redonda, lleva a Bretaña a una era de prosperidad y tranquilidad. Caliburn es destruida, pero Arturia consigue su nueva espada sagrada, Excalibur, así como Avalon, la vaina bendita de Excalibur de la Dama del lago. Mientras que Avalon sea su posesión, Arturia nunca envejece y es prácticamente inmortal en la batalla.
Durante su reinado, Arturia se ve sumida en sentimientos de culpabilidad e inferioridad. Sacrifica sus emociones por el bien de Bretaña, aunque muchos de sus súbditos se vuelven críticos con su falta de humanidad. Le roban la vaina de Excalibur mientras repele un asalto a las fronteras de su país. Cuando Arturia vuelve al interior descubre Bretaña azotada por una rebelión popular. A pesar de sus esfuerzos por aplacar la rebelión, Arturia es herida de muerte por un caballero traidor, Mordred, su hija, durante la batalla de Camlann. Su cuerpo moribundo es escoltado hasta Ávalon por Morgana el Hada y Sir Bedivere. Arturia ordena a Bedivere que se deshaga de Excalibur, devolviéndosela a la mujer del lago. Mientras tanto, reflexiona sobre sus fracasos personales, arrepintiéndose de su vida como monarca. Antes de soltar su último suspiro, apela al mundo solicitando, a cambio de su servicio como un espíritu heroico, una segunda oportunidad para volver a vivir su vida, en la que alguien más acertado gobernara Bretaña.

## Papel
Saber destruye el Santo Grial durante la cuarta guerra del grial porque Kiritsugu Emiya usa un Command Seal para obligarla en contra de su voluntad. Sin embargo, sólo destruye la forma física del grial. Su único deseo es revivir su vida para no convertirse en rey. En el escenario de Fate, Shirō convence a Saber de que debe aceptar su vida tal y como es en lugar de desear cambiarla. Saber solo sobrevive en el final bueno de Fate/stay night en el escenario de "Unlimited Blade Works". También en el final "cómico" del mismo escenario. En Fate y UBW, usa Excalibur para destruir el grial, el santo grial actualmente no se sabe si fue completamente destruido o solo una parte como anteriormente.
A pesar de que en el escenario “Fate” Saber desaparece tras destruir el grial, en la versión “Realta nua” del juego para PS vita, se puede desbloquear el extra “Last episode” luego de completar todas las rutas. En este desbloqueable, se narra un resumen de la guerra en la Ruta “Fate” y luego los sucesos que le siguieron a la misma; donde Emiya Shirou continua su sueño de convertirse en héroe. Luego de una carrera heroica corta, pero fructífera, Shirou sin arrepentimientos, muere de forma indeterminada (probablemente de manera violenta), para que posteriormente su alma llegue a los verdes prados de Avalon, la utopía del rey Arturo, donde Saber lo espera, para reunirse y estar juntos el resto de la eternidad.
En el escenario "Heaven's Feel", Saber es consumida por la oscuridad por Angra Mainyu y convertida en el servant de Dark Sakura, Saber Alter. Saber Alter es, más tarde, derrotada por Shirō.

## Otras apariencias
Durante el éxito que Type-Moon todavía hoy mantiene se ha dado diferentes apariencias a Arturia, algunas con algún tipo de relevancia como Saber Alter (tras ser corrompida) y otras como Saber Lily que comenzó siendo un simple aspecto a elegir en Fate/Unlimited Codes y al final se convirtió de manera oficial en una forma anterior de la Arturia actual, más femenina y coqueta, actitudes que perdió tras poseer a Excalibur y convertirse en reina, también goza de otra apariencia como Saber Alter, pero ésta no ocupa la clase "Saber" si no la clase "Lancer" en el juego de Android de Fate/Grand Order, además de otra apariencia sin importancia en el evento "Saber Wars" en Fate/Grand Order basado en la famosa saga de Star Wars, en el cual es invocada como Assasin.

## Constantes confusiones
Arturia como Saber es muy conocida aún sin haber leído las novelas o haber visto el anime, mientras que la Saber de Fate/Extra apenas lo es y es constantemente confundida con Arturia debido a que su apariencia es casi idéntica, Saber de Fate/Stay Night y Saber de Fate/Extra son personajes totalmente diferentes. La verdadera identidad de Saber en Fate/Extra es la emperatriz Nero.

## Recepción

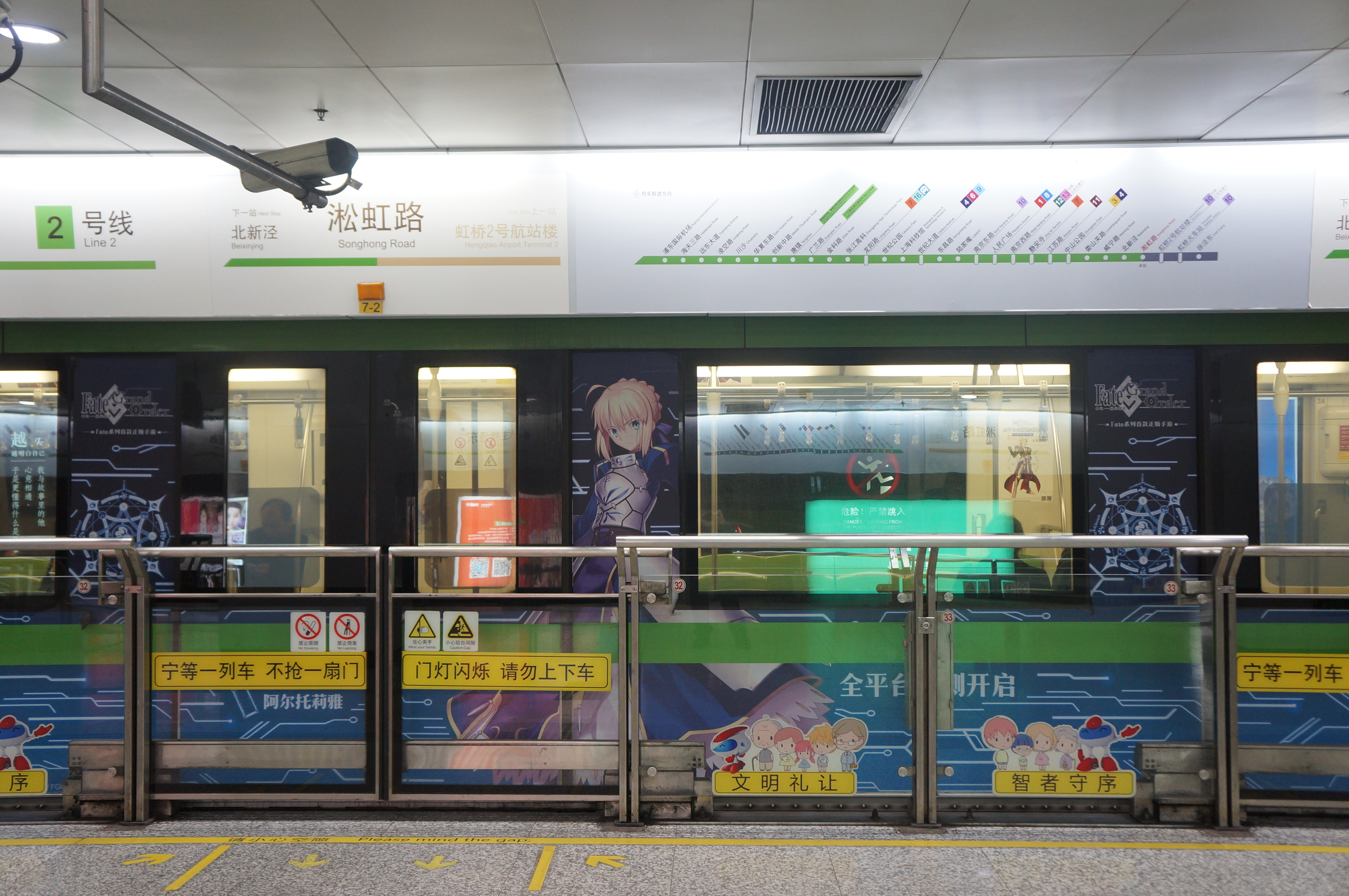
Carteles publicitarios con Saber en el metro de Shanghái en noviembre de 2016.

En el Type-Moon Fes. El evento del décimo aniversario, Saber fue clasificado como el personaje más popular creado por Type-Moon. En 2012, Niconico News hizo una encuesta preguntando a las personas qué personajes de Fate/Zero querían como novios o novias. Saber fue el personaje más popular en la lista de novias, con una encuesta del 34.1%. Ella tomó el cuarto lugar en una encuesta de Unlimited Blade Works. En 2011, el grupo de artistas Manga Clamp dibujó su propia versión de Saber para celebrar el estreno de Fate/Zero. Sabre fue elegida como la mejor personaje femenina de Fate/Zero con quien los hombres quisieran tener una cita. Para promover Fate/Grand Order, el artista Yoshitaka Amano dibujó a Saber en la convención japonesa AnimeJapan en marzo de 2019. En una encuesta de Manga.Tokyo de 2018, Sabre fue elegido como el personaje más popular de Fate. Una encuesta de Charapedia pidió a los fanáticos que enumeraran a sus mujeres "geniales" favoritas en anime; Saber quedó cuarto con 498 votos.
En una encuesta de Newtype, Saber fue el segundo personaje femenino más popular de septiembre de 2017. En una lista de los 30 personajes principales de la década de 2010 en la misma revista, Saber fue el personaje femenino más popular. En 2017, se lanzó en Osaka, Japón, un café que utiliza personajes basados en Fate, incluido Saber. También fue elegida como la mejor sirvienta de Fate/Zero durante 2012. El fabricante japonés de figuras Good Smile Company realizó una encuesta que preguntó a los fanáticos qué figuras querían más; La apariencia regular de Saber y su forma de Lily de Unlimited Codes aparecieron en la categoría de figura. También fue elegida como la mejor sirvienta de Fate/Zero durante 2012.
Se han creado numerosas figuras de todas las versiones de Saber y una réplica de llavero de su espada. Otra réplica incluye su motocicleta de Fate/Zero.
- Datos: Q4918886
- Multimedia: Artoria Pendragon / Q4918886